# Ваккер-Арена
«Ва́ккер-Аре́на» (нем. Wacker-Arena) — футбольный стадион в городе Бургхаузен, Германия. Домашний стадион местного клуба «Ваккер», вмещает 10 000 зрителей (2008). Был построен в 1952 году. После модернизации 2002 года получил нынешнее название.

## История
В сезоне 2006/2007 вместимость стадиона составляла 12 200 человек, из них 4 400 сидячих и 7 800 стоячих мест. К сезону 2007/08 вместимость уменьшилась до 7 750 мест. К сезону 2008/09 была построена восточная гостевая трибуна, вмещающая 2 200 зрителей, за счет чего общая вместимость возросла до 10 000, из них 3 350 сидячих и 6650 стоячих мест.
Рекорд посещаемости был установлен 6 августа 2007 года (11 582 зрителей) на игре с «Баварией» Мюнхен.

## Вместимость
Стадион состоит из 4 раздельных трибун:
- Основная трибуна: 3 350 сидячих мест
- Западная трибуна: 2 650 стоячих мест
- Противоположная трибуна: 1 800 стоячих мест
- Восточная трибуна: 2 650 стоячих мест

## Международные соревнования
За время существования стадион принимал следующие международные футбольные матчи:
- 15 ноября 1987: Германия — Италия 3:0 (Женщины, отборочный турнир ЧЕ)
- 28 мая 2008: Россия — Сербия 2:1
- 4 июня 2008: Россия — Литва 4:1